# Anna Barth-Blendinger
Anna Barth-Blendinger (geboren am 13. März 1884 in Heilbronn; gestorben 1971) begründete in Erlangen eine Hauswirtschaftsschule sowie den lokalen Zweigverein des Hausfrauenbunds.

## Leben
Sie war die Tochter des Lehrers und Kantors Hans Blendinger sowie dessen Frau, geborene Helene Fentsch. Ihre Jugendzeit verbrachte sie in Nürnberg, 1908 bis 1910 besuchte sie ein Seminar für Hauswirtschaftslehrerinnen. Der Erlanger Schulrat Hermann Hedenus war aufgrund gesetzlicher Vorgaben des Landes Bayern verpflichtet, ab 1909 eine „hauswirtschaftliche Fortbildungsschule“ für Mädchen einzurichten, und holte dafür Anna Blendinger nach Erlangen, wo sie durch Probeunterricht und Vorstellung eines dreijährigen Lehrplanes überzeugte. Ab 1911 war sie als die erste Hauswirtschaftslehrerin Bayerns angestellt. Im bald darauf folgenden Ersten Weltkrieg organisierte Blendinger Kinderbetreuungen, Ernteeinsätze und eine Volksküche für Arme. In der Notzeit hielt sie ferner den Schulbetrieb aufrecht, auch wenn die Lektionen hauptsächlich theoretischer Natur waren.
Nach dem Weltkrieg gründete sie die Erlanger Mädchengruppe der Wandervogel-Bewegung und gehörte dem Erlanger Alpenverein an. Weiterhin war sie Mitbegründerin der Erlanger DDP-Ortsgruppe und wurde im Vorstand des Kreisvereins Erlangen tätig. 1921 heiratete sie den Schriftsteller und Privatgelehrten Friedrich Karl Barth, mit dem sie bis zu seinem Tod 1950 verheiratet blieb.
Am 4. April 1929 gründete Barth-Blendinger anlässlich einer Vortragsreihe des Erlanger Volksbildungsbunds die Erlanger Berufsorganisation der Hausfrauen, mit der sie die Stellung der Hausfrau im öffentlichen Leben fördern wollte. Das Tätigkeitsfeld dieser Organisation baute Barth-Blendinger in den Folgejahren weiter aus, um Jugendliche und Arbeitslose mitzubetreuen. Nach 1933 kam es zu Einschränkungen der Vereinstätigkeit und die Arbeit kam schließlich zum Erliegen. 1950 gründete Barth-Blendinger ihren Verein neu und organisierte hauswirtschaftliche Kurse, häusliche Krankenpflege sowie Feierlichkeiten.
Am 26. Februar 1964 wurde der fast 80-Jährigen die Bürgermedaille der Stadt Erlangen verliehen. Die Barth-Blendinger-Straße in der Stadt wurde nach ihr benannt.